# ريتشارد كلارك (لاعب كرة قدم)
ريتشارد كلارك (بالإنجليزية: Richard Clarke)‏ (29 مايو 1979 في المملكة المتحدة - ) هو مدرب كرة قدم ولاعب كرة قدم بريطاني في مركز الوسط. شارك مع منتخب أيرلندا الشمالية تحت 21 سنة لكرة القدم. أما مع النوادي، فقد لعب مع بورتاداون وDergview F.C. ‏.

## وصلات خارجية
- ريتشارد كلارك على موقع الاتحاد الأوربي (الإنجليزية)
- ريتشارد كلارك على موقع قاعدة بيانات كرة القدم.إي يو (الإنجليزية)
- ريتشارد كلارك على موقع Soccerway.com (الإنجليزية)